# Cantón de Rieumes
El cantón de Rieumes era una división administrativa francesa que estaba situada en el departamento de Alto Garona y la región de Mediodía-Pirineos.

## Composición
El cantón estaba formado por dieciséis comunas:
- Beaufort
- Bérat
- Forgues
- Labastide-Clermont
- Lahage
- Lautignac
- Le Pin-Murelet
- Monès
- Montastruc-Savès
- Montgras
- Plagnole
- Poucharramet
- Rieumes
- Sabonnères
- Sajas
- Savères

## Supresión del cantón de Rieumes
En aplicación del Decreto n.º 2014-152 de 13 de febrero de 2014, el cantón de Rieumes fue suprimido el 22 de marzo de 2015 y sus 16 comunas pasaron a formar parte; quince del nuevo cantón de Cazéres y una del nuevo cantón de Plaisance-du-Touch.